# 광양항국제여객터미널
광양항국제여객터미널(光陽港國際旅客 - , 영어: Gwangyang International Passenger Terminal)은 전라남도 광양시에 있는 여객선 터미널이다. 2011년에 광양시와 일본 시모노세키시, 기타큐슈시의 모지항을 연결하는 여객선의 운항과 함께 개항하였다가 운휴중이다.

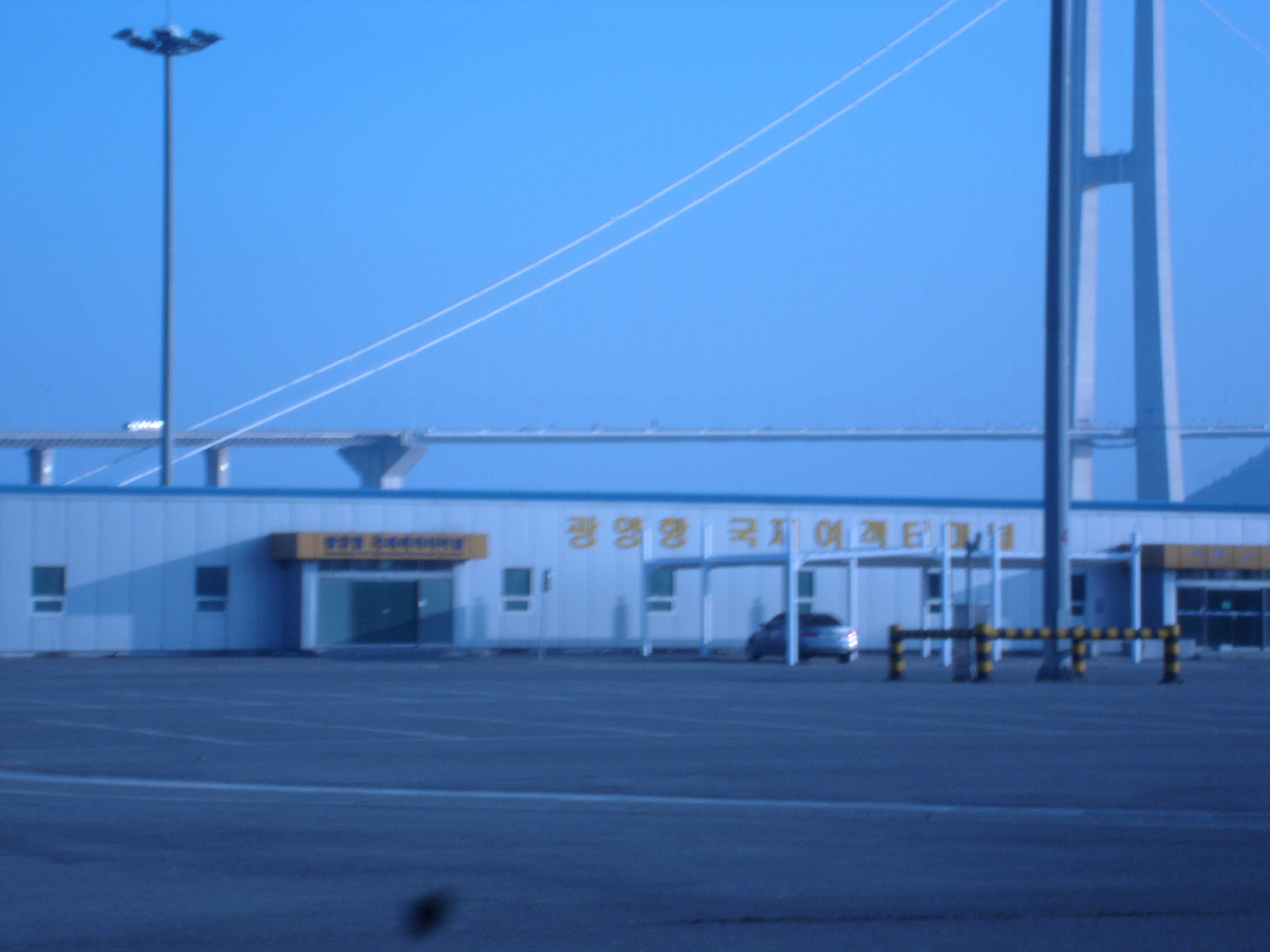
광양항국제여객터미널

## 위치
전라남도 광양시 중동 중마일반부두에 위치하고있다.

## 역사
- 2010년 11월 19일 광양항 국제여객터미널 신축 허가
- 2011년 1월 23일 광양(光陽) ↔ 시모노세키항 (下関) 광양 ↔모지항 (門司港) 광양훼리㈜ 운항 개시,
- 2012년 2월 26일 광양훼리㈜ , 광양 ↔ 일본 노선 운휴

## 구상
- 광양~시모노세키 국제카페리 취항´ 대비 착공[1]

- 2010년 11월 19일 여수지방해양항만청이 광양항 중마일반부두에 광양～시모노세키간 국제카페리 취항을 위한 여객터미널 신축을 허가했다.

- 홍콩의 광주 소재 기업이 최근 대규모 투자유치를 확정해 광양 - 시모노세키 항 카페리 개설을 추진, 호남권 농수산물 수출 및 중화권의 대일본 수출 전진기지로 활용할 계획이 있는듯하다.

- 2018년 11월을 목표로 2007년된 진수된, 카페리 2만톤급을 들여와서 광양 - 시모노세키 노선의 재개설을 추진하고있다.

## 개설
- 2011년 ,광양항~일본 시모노세키항 운영선사인 광양훼리㈜가 운항을 개시하였다.[2]
- 2016년, 광양라인㈜ 이 광양항~ 일본 시모노세키항 재개설을 추진하고있다.[3]

- 2018년, 광양라인이 광양항- 일본 시모노세키항 재개설을 추진중에 있는듯하다.[4]

## 운항노선
| 여객선 | 목적지                     | 선사 |
| ------ | -------------------------- | ---- |
| 미정   | 시모노세키 (18년 취항예정) |      |

## 여론
- 국제항로 재취항 해야한다는 여론이 다시 제기되고 있으나 전남도의 노력이 부족하다는 지적이 있다[5]
- 한편 전남도의회 건설소방위원회 이용재(새정치·광양1)의원은 “전남은 서해와 남해를 끼고 있는 유일한 지자체이지만, 바다 활용은 미비하다”며 “관광과 농수산물 수출 활성화, 투자유치 기반마련을 위해 목포-중국, 광양-일본 간 정기 카페리 여객선을 운항시켜야 한다”“광양항의 물류비가 부산항의 절반 수준에 지나지 않아 화물 경쟁력이 충분하고, 광양-일본 시모노세키, 목포-상해 간 노선이 인천보다 12시간 이상 단축되는 등 유리한 조건에 있다”며 “기초단체의 힘만으로는 선사 유치에 한계가 있는 만큼 전남도가 국제정기여객선사 유치에 적극적으로 나서야 한다”고 말했다.[6]
- 광양 - 시모노세키 항로를 재개한다는 움직임과 보조금 지원이 전제로 되면 안된다는 광양시와 전라남도청이 문제를 제기하고있다.[7] ,[8]
- 광양-일본 카페리 운항 과제는?-R - 유튜브
- 전남도가 지난 2012년이후 중단된 광양- 시모노세키 노선 운항 재개를 추진하고있다.[9]